# Pteraster florifer
Pteraster florifer är en sjöstjärneart som beskrevs av Jean Baptiste François René Koehler 1920. Pteraster florifer ingår i släktet Pteraster och familjen knubbsjöstjärnor.
Artens utbredningsområde är Södra Ishavet. Inga underarter finns listade i Catalogue of Life.